# ラクガキショータイム
『ラクガキショータイム』は、1999年7月29日にトレジャーが開発、エニックス（現、スクウェア・エニックス）が発売したPlayStation用対戦アクションゲーム。マルチタップ・デュアルショック対応。
2008年6月25日にゲームアーカイブスでの配信が開始された。

## 概要
創造主ゴッドハンドによって創られた、主人公ユキヲたち。「ビッグダディー」が率いる謎の敵集団と、不思議なステージの上で戦いが毎日のように繰り広げられている。
3Dと「らくがき」風の絵が融合した奇妙なグラフィックが特徴的である。
1人用の「ノーマルモード」はステージクリア型の構成となっており、登場する敵をすべて倒すことで次のステージへ進むことができる。自分の体力が多いなど、有利な状況で勝ち続けると、難易度が上昇し、登場する敵キャラクターが強力なものになっていく。負けることで難易度が低下し、敵が弱いものになる。
最大4人対戦が行える「バーサスモード」ではチーム戦の設定も可能。
アニメーションも導入されており、制作はスタジオ・ファンタジアが担当。

## システム
ゲーム内容はシンプルで、3Dフィールド内にある爆弾や岩などを「投げる」・「ぶつける」、また各キャラクター固有の技で相手を攻撃し、体力を削って倒すことで勝利となる。
キャラクターの性能は千差万別で、下記の基本動作にも性能差があり中には使用できないキャラクターもいる。また、特殊能力を持っているキャラクターも存在する（飛行能力を持ち×ボタンと△ボタンで高度を変える。モノやスマイリーボールを持てないなど）。
投げ
敵やモノを掴んだ場合、敵またはアイテムに向けて自動的に投げ動作を行う。投げ方はキー入力で変更できる。飛び道具のキャッチも可能。
ガード
ダメージの無効化に加えて投げられたモノへの「カウンター」が発動する。ギリギリのタイミングで発動すれば「どんぴしゃカウンター」となり、受けた攻撃が直接攻撃ならば相手を一定時間怯ませ、一部の飛び道具であれば反射することできる。
ホーミングいどう
ジャンプボタン（×ボタン）を2連続で押すことで、ステージ毎に決められた位置やスマイリーボールへ急接近を行う。
スマイリーボール / 必殺技
顔が書かれたボール状のアイテム。ダメージが蓄積されると「スーパースマイリー」に変化し、拾うことで各キャラクター固有の必殺技（スーパースマイリーアタック）を発動できる。他のキャラクターの必殺技の途中でもスーパースマイリーをキャッチすれば奪ったキャラクターの必殺技が発動する。主人公キャラクターの4人は3種類の必殺技を所持しており、通常のアイテム同様にキー入力で使い分けられる。投げ動作が使えない一部のキャラクターは使用不可。

## 登場キャラクター
初期の操作キャラクターは主人公ユキヲたち4人のみだが、条件を満たすことでビッグダディー率いる敵集団のキャラクターも使用可能となる。

### 主人公
ユキヲ
声 - 緑川光
ササミ
声 - 鈴木麻里子
ピータン
声 - 野田順子
つぼはち
声 - 龍田直樹

### 敵キャラクター
ザコ
声 - 龍田直樹
ジョンカリバ
声 - 草尾毅
ジョンMk-2
声 - 草尾毅
ウルトラジョニー
声 - ケン・サンダース
エクスカリバ
声 - 中山真奈美（中山さら）
ハヤテ
声 - 置鮎龍太郎
チョースケ
声 - 岸野幸正
まりな
声 - 不明
エスパーけん
声 - ケン・サンダース
ほうだいザコ
声 - なし
リロ
声 - 住友優子
マム
声 - 上村典子
ダディ
声 - ケン・サンダース
ゴッドハンド
声 - 野田順子
ステージにアイテムを出現させるNPCだが、「ノーマルモード」では隠しボスとして登場する。「バーサスモード」では使用不可能。

## 評価
ファミ通クロスレビューでは7、7、7、5の26点。レビュアーは「戦略も立てられるが操作が簡単でボタン連打だけでも勝てるため子供も楽しめる」「後半に登場する敵が開発のトレジャーらしい」とした一方「スーパースマイリーアタックは演出がハデだがやられた側の位置が分からなくなることがある」「スマイリーアタックを当てる勝負になりがち」「コツをつかむと飽きが早い」とした他、キャラクターグラフィックについて雑ながらキュートなど肯定的に捉えたものと必然性が感じられず残念とした者で分かれた。
GameSpotは7.4/10のスコアでグラフィックはキャラクターが紙切れに落書きされたように見え、背景は3Dだが多くは粗いが、シンプルなグラフィックは一風変わった魅力を与え、最初から目立つスピード感のある激しいゲームプレイも可能になるとしてパーティゲームとして勧めた。